# Florida Cup
La Florida Cup (en español; Copa Florida) es una competición de fútbol amistosa que se desarrolla en el estado de Florida, Estados Unidos, desde 2015, que reúne a clubes de élite de Europa y América del Sur.
El torneo es disputado por equipos del fútbol mundial, organizado por la empresa 2SV Sports y transmitido para más de 150 países.

## Palmarés
| Edición | Año           | Campeón                            | Subcampeón                         | Tercero                            | Cuarto                             |
| 1.ª     | 2015 Detalles | Colonia                            | Bayer Leverkusen                   | Corinthians                        | Fluminense                         |
| 2.ª     | 2016 Detalles | Atlético Mineiro                   | Bayer Leverkusen                   | Internacional                      | Corinthians                        |
| 3.ª     | 2017 Detalles | São Paulo                          | Corinthians                        | Vasco Da Gama                      | River Plate                        |
| 4.ª     | 2018 Detalles | Atlético Nacional                  | Barcelona                          | Rangers                            | PSV Eindhoven                      |
| 5.ª     | 2019 Detalles | Flamengo                           | Ajax                               | Eintracht Fráncfort                | São Paulo                          |
| 6.ª     | 2020 Detalles | Palmeiras                          | Atlético Nacional                  | Corinthians                        | New York City                      |
| 7.ª     | 2021 Detalles | Everton                            | Millonarios                        | Atlético Nacional                  | Pumas UNAM                         |
| 8.ª     | 2022 Detalles | Arsenal                            | Chelsea                            | Charlotte FC                       | América                            |
| 9.ª     | 2023 Detalles | Chelsea                            | Wrexham                            | No hubo                            | No hubo                            |
| 10.ª    | 2024 Detalles | Solo se jugaron partidos amistosos | Solo se jugaron partidos amistosos | Solo se jugaron partidos amistosos | Solo se jugaron partidos amistosos |

### Títulos por clubes
| Club              | Títulos | Subtítulos | Años Campeón | Años Subcampeón |
| ----------------- | ------- | ---------- | ------------ | --------------- |
| Chelsea           | 1       | 1          | 2023         | 2022            |
| Atlético Nacional | 1       | 1          | 2018         | 2020            |
| Palmeiras         | 1       | 0          | 2020         | -               |
| Flamengo          | 1       | 0          | 2019         | -               |
| São Paulo         | 1       | 0          | 2017         | -               |
| Atlético Mineiro  | 1       | 0          | 2016         | -               |
| Colonia           | 1       | 0          | 2015         | -               |
| Everton           | 1       | 0          | 2021         | -               |
| Arsenal           | 1       | 0          | 2022         | -               |
| Bayer Leverkusen  | 0       | 2          | -            | 2015, 2016      |
| Millonarios       | 0       | 1          | -            | 2021            |
| Corinthians       | 0       | 1          | -            | 2017            |
| Barcelona         | 0       | 1          | -            | 2018            |
| Ajax              | 0       | 1          | -            | 2019            |
| Wrexham           | 0       | 1          | -            | 2023            |

### Títulos por país
| País         | Títulos | Subtítulos |
| ------------ | ------- | ---------- |
| Brasil       | 4       | 1          |
| Inglaterra   | 3       | 1          |
| Alemania     | 1       | 2          |
| Colombia     | 1       | 2          |
| Ecuador      | 0       | 1          |
| Países Bajos | 0       | 1          |
| Gales        | 0       | 1          |

- Mayores goleadas:
Fluminense F. C.  0 - 3  F. C. Colonia en 2015.
F. C. Schalke 04  0 - 3  Atlético Mineiro en 2016.
C. R. Vasco da Gama  1 - 4  S. C. Corinthians en 2017.
Rangers F. C.  4 - 2  S. C. Corinthians en 2018.
São Paulo F. C.  2 - 4  A. F. C. Ajax en 2019.
Arsenal F. C.  4 - 0  Chelsea F. C. en 2022.
Chelsea F. C.  5 - 0  Wrexham A. F. C. en 2023.

## Goleadores por edición
| Temporada | Jugador                                                                       | Club                                                                       | Goles |
| --------- | ----------------------------------------------------------------------------- | -------------------------------------------------------------------------- | ----- |
| 2015      | Paolo Guerrero                                                                | Corinthians                                                                | 2     |
| 2016      | Javier Hernández Ángel Romero Eduardo Sasha                                   | Bayer Leverkusen Corinthians Internacional                                 | 2     |
| 2017      | Robert Herrmann Nenê                                                          | VfL Wolfsburgo Vasco da Gama                                               | 2     |
| 2018      | Jonathan Betancourt Sam Lammers Alfredo Morelos Aldo Leão Ramírez Rodriguinho | Barcelona de Guayaquil PSV Eindhoven Rangers Atlético Nacional Corinthians | 2     |
| 2019      | Fernando Uribe                                                                | Flamengo                                                                   | 2     |
| 2020      | Luan                                                                          | Corinthians                                                                | 2     |
| 2021      | David Silva Jonatan Álvez                                                     | Millonarios Atlético Nacional                                              | 2     |